# Joseph Konopka
Joseph Konopka, noto anche con lo pseudonimo di Dr. Ch@os (De Pere, 24 giugno 1976), è un criminale statunitense che ha scontato 20 anni di prigione per aver tentato di commettere atti di terrorismo.
Nel 2003, in Illinois, fu giudicato colpevole di possesso di armi chimiche per aver nascosto della fiale di cianuro vicino alla metropolitana di Chicago, venendo condannato a 13 anni di prigione, mentre nel 2004, in Wisconsin, fu giudicato colpevole per undici diversi reati, inclusi incendio doloso, vandalismo e violazione di domicilio, e condannato a 21 anni di carcere con una sentenza poi annullata in appello. Tuttavia, nel novembre 2005, mentre stava già scontando la precedente pena, fu condannato ad altri sette anni per alcuni degli undici reati sopraccitati. Dopo sedici anni di carcere, la quasi totalità dei quali trascorsi nel carcere ADX Florence, un penitenziario maschile di massima sicurezza di livello Supermax situato nella contea di Fremont, in Colorado, dove restava in isolamento 23 ore su 24, Konopka è stato rilasciato il 29 luglio 2019.

## Biografia
Konopka, nato nella cittadina di De Pere, in Wisconsin, non ha mai terminato le scuole superiori ma, essendo comunque in possesso di una certificazione GED, riuscì a essere assunto come sistemista in un'azienda di Hobart, nella contea di Brown, sempre in Wisconsin.

### The Realm of Ch@os
Negli anni, Konopka si appassionò al mondo di internet, sviluppando una sua identità digitale per cui scelse il nome di "Dr. Ch@os", rifacendosi al personaggio dell'omonimo videogioco del 1987, e iniziando a reclutare altri giovani ragazzi appassionati di informatica all'interno di un gruppo che chiamò The Realm of Ch@os. A partire dal 1999, il gruppo si rese responsabile di diversi attacchi informatici che causarono 28 blackout ed altre 20 interruzioni di servizi presso varie centrali elettriche del Wisconsin. Oltre a ciò, i The Realm of Ch@os commisero altri reati, disturbando trasmissioni radio e televisive, disabilitando un sistema di controllo del traffico aereo, vendendo software in violazione del copyright e danneggiando il sistema informatico di un'azienda fornitrice di servizi internet.
A conti fatti, fu stabilito che Konopka e il suo gruppo avessero portato avanti più di 50 diverse azioni in varie contee del Wisconsin causando disagi a oltre 30000 utilizzatori di energia elettrica per un totale di più di 800000 dollari di danni. Konopka era anche considerato vicino alla sede di Chicago della rivista 2600: The Hacker Quarterly, una rivista trimestrale interamente dedicata al mondo degli hacker, il cui staff, a partire dal 1994 organizza anche la conferenza annuale chiamata Hackers on Planet Earth. Per questo, nell'aprile del 2002, l'FBI fece visita alla sede locale della rivista, interrogando i presenti circa la loro conoscenza con Konopka.

### Arresto
Nel 2002, il venticinquenne Konopka fu arrestato dalla polizia dell'Università dell'Illinois a Chicago mentre cercava di entrare nel sistema di tunnel sotterranei al di sotto della zona orientale del campus universitario. Durante la perquisizione che seguì all'arresto, gli agenti rinvennero addosso a Konopka una fiala di polvere bianca, che, dopo le analisi del caso, risultò essere cianuro di sodio. Le indagini seguenti rivelarono che l'uomo stava ammassando fiale di cianuro di sodio e di potassio in piccoli magazzini non più utilizzati di proprietà della Chicago Transit Authority e situati sul percorso della Linea Azzurra della Chicago 'L', la metropolitana di Chicago. Al fine di essere il solo ad avere libero accesso ai locali, Konopka aveva forzato i lucchetti che ne chiudevano le porte sostituendoli poi con lucchetti propri, mentre, per ottenere informazioni su come accedere alla vasta rete di tunnel e di stanze abbandonati presenti nel sottosuolo della città, l'uomo aveva frequentato per un breve periodo un gruppo di esploratori urbani dell'area di Chicago, il che gli aveva anche permesso di conoscere persone che lo aiutassero nei suoi propositi. Il cianuro, invece, era stato trafugato da un magazzino chiuso, un tempo appartenuto a un'azienda di trattamento delle acque e situato nel South Side di Chicago.

### Condanne
Il 12 marzo 2003, Joseph Konopka è stato condannato a 13 anni di prigione per aver occultato del cianuro in un tunnel della metropolitana di Chicago. Alla domanda postagli dal giudice distrettuale Wayne R. Andersen sul perché avesse compiuto una simile azione, l'uomo rispose dicendo semplicemente "non ho una vera buona ragione". L'avvocato difensore, Matthew Madden, da parte sua sostenne che il comportamento di Konopka fosse la chiara conseguenza di un processo di crescita anormale, poiché un adulto normale "capisce che non si può prendere parte alla distruzione di proprietà solo per il proprio divertimento - poiché non è semplicemente accettabile".
Poiché, indagando su Konopka per la questione legata al cianuro, vennero fuori anche le prove della sua responsabilità nelle azioni criminali perpetrate dai The Realm of Ch@os, l'uomo subì un processo anche per quelle e, dopo essersi dichiarato colpevole, nel 2004, il giudice Lynn S. Adelman lo condannò a 21 anni di reclusione per aver cospirato nell'interruzione di linee elettriche, nell'incendio di edifici e nel danneggiamento di sistemi informatici, nonché a pagare un risarcimento totale di oltre 435000 dollari alle varie vittime delle sue azioni.
Il 1º giugno 2005, un consiglio di tre giudici della corte d'appello statunitense per il settimo circuito, a Chicago, annullarono le condanne inflitte all'uomo per incendio e vandalismo, affermando che il giudice federale avrebbe dovuto lasciargli la facoltà di ritirare la propria dichiarazione di colpevolezza prima di condannarlo a 21 anni di reclusione. In seguito a un nuovo processo, Konopka si dichiarò nuovamente colpevole e fu condannato a una pena di 7 anni in aggiunta alla precedente condanna a 13 anni.
Konopka iniziò a scontare la sua condanna presso il carcere di livello Supermax ADX Florence, in Colorado, dove i prigionieri vivono in totale isolamento per 23 ore al giorno, avendo diritto a trascorrere solo un'ora all'aperto, sempre in solitaria. Una volta avvicinatasi la prima data possibile per il rilascio, l'uomo fu trasferito, prima nella prigione federale di Chicago e poi in un centro dedicato al reinserimento in società dei detenuti, per poi essere infine liberato il 29 luglio del 2019.